# Demòcrates (Eslovàquia)
Demòcrates (en eslovac Demokrati), anteriorment Junts - Democràcia Cívica (Spolu – občianska demokracia, SPOLU), és un partit polític de centredreta d'Eslovàquia.

## Història
El partit es va anunciar el 17 de novembre de 2017 per Miroslav Beblavý, ex-dirigent del moviment Xarxa que va abandonar la formació en protesta per la decisió d'entrar al govern liderat per Direcció-SD. El partit, registrat formalment el 28 de gener de 2018, es presentava llavors com de centredreta, europeista, centrat en treballar per a una economia moderna, una sanitat accessible i un sistema educatiu funcional.
Per a les eleccions europees de 2019, SPOLU va formalitzar una aliança amb Eslovàquia Progressista, amb els quals van aconseguir la primera posició, amb un 20% i 4 eurodiputats conjuntament, dos dels quals eren del partit. Tot i aquesta victòria, un any després, a les legislatives de 2020, la coalició va aconseguir només un 7% dels vots, però malgrat tot insuficients per aconseguir representació al Consell Nacional.
Posteriorment, el partit va donar suport a la iniciativa de l'ex-Primer Ministre Mikuláš Dzurinda per a formar la Coalició Blava, modificant breument el nom del partit, però fruit de desavinences entre el llavors president del partit Miroslav Kollár i el propi Dzurinda van provocar que el segon abandonés el projecte per a crear el seu propi partit, Els Blaus - Eslovàquia Europea, que tindria un suport ínfim en les eleccions. El partit, que modificaria de nou el nom a Demòcrates, tampoc aconseguiria el suport suficient a les eleccions de 2023 amb només un 3% dels vots. Un any més tard, el partit perdria la representació al Parlament Europeu amb el 4.7% dels vots.

## Resultats electorals

### Consell Nacional
| Any  | Líder            | Vots            | %               | Pos. | Escons  | +/– | Govern            |
| ---- | ---------------- | --------------- | --------------- | ---- | ------- | --- | ----------------- |
| 2020 | Miroslav Beblavý | Coalició amb PS | Coalició amb PS | 5è   | 0 / 150 |     | Extraparlamentari |
| 2023 | Eduard Heger     | 87,006          | 2,9 / 100       | 10è  | 0 / 150 | =   | Extraparlamentari |

### Parlament Europeu
| Any  | Líder          | Vots            | %               | Pos. | Escons | +/– | Grup PE |
| ---- | -------------- | --------------- | --------------- | ---- | ------ | --- | ------- |
| 2019 | Michal Šimečka | Coalició amb PS | Coalició amb PS | 1r   | 2 / 14 |     | EPP     |
| 2024 | Jaroslav Naď   | 69,204          | 4,7 / 100       | 7è   | 0 / 15 | 2   | –       |

## Presidents
| Líder                     | Líder            | Mandat         |
| ------------------------- | ---------------- | -------------- |
| Junts - Democràcia Cívica |                  |                |
| 1                         | Miroslav Beblavý | 2018 – 2020    |
| 2                         | Juraj Hipš       | 2020 – 2021    |
| 3                         | Miroslav Kollár  | 2021 – 2023    |
| Coalició Blava            |                  |                |
| 3                         | Miroslav Kollár  | 2023 – 2023    |
| Demòcrates                |                  |                |
| 4                         | Eduard Heger     | 2023 – 2023    |
| 5                         | Jaroslav Naď     | 2023 – Present |